# Jeff Garrett
Jeffery Lee Garrett (nacido el 8 de diciembre de 1994 en Gadsden (Alabama)) es un jugador de baloncesto profesional estadounidense que mide 1,98 metros y actualmente juega de ala-pívot en el Niners Chemnitz de la Basketball Bundesliga.

## Trayectoria

### Universidad
El jugador nacido en Gadsden (Alabama), es un alero formado en la Oldsmar Christian Academy de Oldsmar en Florida hasta 2014, cuando ingresó en la Universidad de Alabama, situada en Tuscaloosa, para jugar esa temporada con los Alabama Crimson Tide.
En 2015, ingresa en la Universidad del Norte de Kentucky, situada en Highland Heights, Kentucky, con el que disputaría durante tres temporadas la NCAA con los Northern Kentucky Norse, desde 2015 a 2018.

### Profesional
En la temporada 2019-20, Garrett firmó su primer contrato profesional con Musel Pikes de Luxemburgo, en el que jugaría durante una temporada.
En la temporada 2020-21, formaría parte de dos equipos finlandeses con los que disputaría la Korisliiga como el BC Nokia y el Kauhajoen Karhu.
En la temporada 2021-22, firma por el BC Kyiv de la Superliga de baloncesto de Ucrania.
En la temporada 2022-23, firma por el BC Jonava de la Lietuvos Krepšinio Lyga (LKL), la primera división del baloncesto lituano.
El 28 de junio de 2023, firma por el Niners Chemnitz de la Basketball Bundesliga.